# 伊澤拉河畔亞布洛內茨

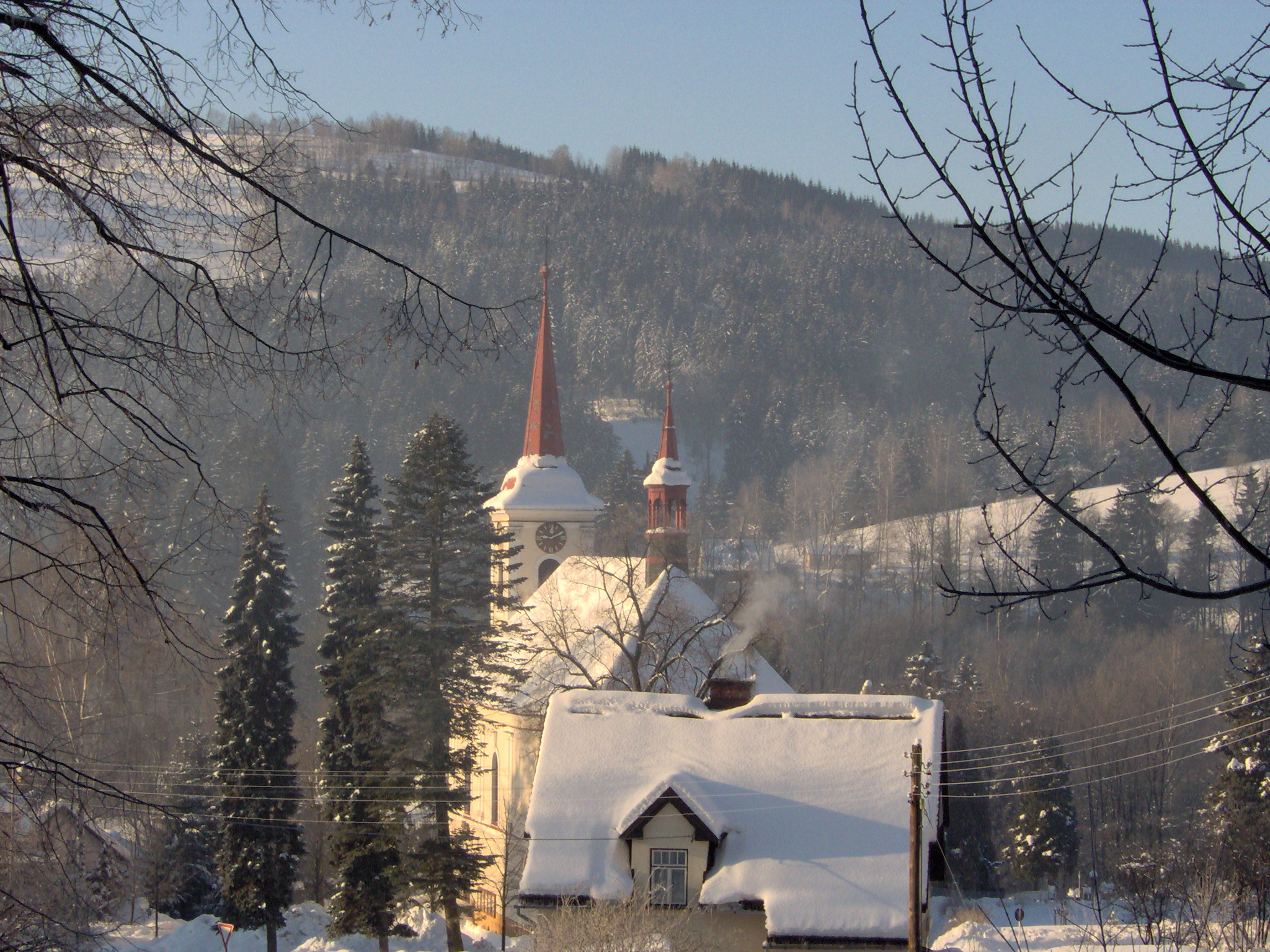

伊澤拉河畔亞布洛內茨是捷克的城鎮，位於該國北部，由利貝雷茨州負責管轄，面積22.32平方公里，海拔高度450米，2018年人口為1,670。

## 外部連結
- Municipal website （页面存档备份，存于）